# Ettaler Klosterbrauerei
Die Ettaler Klosterbrauerei ist Teil der Ettaler Klosterbetriebe GmbH, dem gewerblichen Bereich des Klosters Ettal in Oberbayern. 

## Geschichte
Vom 15. bis 16. Jahrhundert unterhielt das Kloster Ettal eine Brauerei im nahegelegenen Oberammergau. 1609 ließ Leonhard Hilpolt (Abt von 1590 bis 1615) die Ettalische Brauerei in Oberammergau nach Ettal verlegen. Es wurde ein neues Brauereigebäude innerhalb der Klosteranlage errichtet. Rechnungen aus dieser Zeit belegen auch, dass neben dem Bier schon um 1609 der Ettaler Klosterliqueur von den Mönchen der Abtei hergestellt wurde. 
Urkundlich belegt ist eine Konzession des Fürsten Maximilian Pfalzgraf bei Rhein, Herzog in Ober und Niederbayern vom 11. April 1618, welche dem Kloster offiziell die Genehmigung zum Brauen und Vertrieb von Bier erteilt. Unter Benedikt II. Eckart (Abt von 1668 bis 1675) wurde ein neues Brauereigebäude errichtet, da die Kapazität des alten nicht mehr ausreichte. Auch dieses war bald zu klein und 1708 wurde unter Romuald (Abt von 1675 bis 1697) mit einem weiteren Neubau begonnen.
Im Zuge der Säkularisation von 1803 wurde zunächst auf Staatskosten die Brauerei weiterbetrieben. Am 26. Dezember 1809 wurde der Betrieb an den Generalpostdirektionsrat Josef von Elbling verkauft. 1856 wurde das Klostergut an die gräfliche Familie von Pappenheim verkauft, die wesentliche Umbauten in der Brauerei vornahm.
Am 5. November 1898 erwarb Reichsrat Baron Theodor von Cramer-Klett die Anlage, die er dann der Abtei Scheyern käuflich überließ und dadurch die Wiederbegründung Ettals als Kloster ermöglichte. Nach der Wiederbegründung des Klosters am 6. August 1900 ging die Brauerei wieder in den Besitz des Klosters unter Abt Willibald Wolfsteiner über und wurde technisch wie baulich modernisiert.
Ab den 1990er Jahren begann das Kloster, seine Biere in größeren Umfang überregional zu vertreiben. 2011 wurde die Weißbiersparte der Brauerei unter dem Namen Benediktiner Weißbier in eine eigene Gesellschaft unter Beteiligung der Bitburger Braugruppe herausgelöst und die produzierte Biermenge durch Hinzuziehen freier Kapazitäten der Licher Brauerei von 2000 auf 20.000 Hektoliter beim Weißbier gesteigert.

## Ettaler Klosterbetriebe
Neben der Brauerei unterhält das Kloster unter der Firma „Ettaler Klosterbetriebe GmbH“ auch noch die Bereiche Klosterhotel, Likörmanufaktur, Herbarium, Klosterläden, Gärtnerei, Landwirtschaft, Energieerzeugung und die Museen in Ettal. Zudem sind die Klosterbetriebe an der Laber Bergbahn in Oberammergau mit 41 % beteiligt. In den 2000er Jahren geriet diese Kombination zunehmend in eine finanzielle Schieflage. 2013 verbuchten die Klosterbetriebe bei einem Umsatz von rund 3,78 Mio. Euro einen Verlust von 433.000 Euro.

## Produkte
- Ettaler
  - Kloster Edel Hell
  - Kloster Dunkel
  - Curator Doppelbock
  - Heller Bock

- Benediktiner
  - Benediktiner Weißbier naturtrüb
  - Benediktiner Weißbier dunkel
  - Benediktiner alkoholfreies Weißbier
  - Benediktiner Helles